# Erkki Raatikainen
Erkki Raatikainen (* 24. Mai 1930 in Jyväskylä, Finnland; † Ende Januar 2011 in Helsinki) war ein finnischer Politiker der Sozialdemokratischen Partei Finnlands (SDP) und langjähriger Gouverneur der öffentlich-rechtlichen Rundfunkanstalt Yleisradio (YLE).

## Leben
Nach seiner Schulzeit begann der Sohn des sozialdemokratischen Politikers Jussi Raatikainen seine berufliche Laufbahn als 1948 freier Journalist, ehe er zwischen 1950 und 1955 beim Auslandsverlag der SDP tätig war. Danach war er Mitarbeiter bei der British Broadcasting Corporation (BBC) in London sowie anschließend von 1958 bis 1961 als Redakteur bei Yleisradio. Nach einer Tätigkeit als Redakteur beim Fernsehsender Suomen Television war er von 1964 bis 1966 zunächst bei der Parteizeitung der SDP, später dann für kurze Zeit wieder als Radiojournalist bei YLE tätig.
1966 wurde er als Nachfolger von Kaarlo Pitsinki, der Landshövding von Uudenmaan wurde, Parteisekretär der SDP. Dieses Amt bekleidete er bis zu seiner Ablösung durch Kalevi Sorsa 1969.
Im Anschluss wurde er 1970 Gouverneur und Chief Executive Officer von der öffentlich-rechtlichen Rundfunkanstalt Yleisradio, nachdem der bisherige Gouverneur Eino Repoa entlassen wurde. Raatikainen kam dabei die Aufgabe zu, die in einer Krise befindliche Rundfunkanstalt zu modernisieren. 1979 wurde er als Gouverneur und CEO von Yleisradio durch Sakari Kiuru abgelöst.
Im Anschluss war er nicht nur als freier Journalist tätig, sondern verfasste auch zahlreiche Bücher und Biografien wie zum Beispiel über Mauno Koivisto und Kalevi Sorsa. Zu seinen bekanntesten Veröffentlichungen gehören:
- Kuin punainen varjo vain eli Pienesti pirullisia profiileja luurankokaapista, 1980, ISBN 951-35-2187-7
- Oi Amerikka. Mitä jokaisen tytön ja pojan tulee tietää Yhdysvaltain politiikasta, 1981, ISBN 951-35-2242-3
- Mauno Koivisto ja kaikki kuninkaan miehet, 1982, ISBN 951-35-2819-7.
- Raju on ajan riento, 1982, ISBN 951-35-2723-9.
- Vankempi poika. ”Sinä ja Sorsan Kale, kaverukset maailmalla”, 1985, ISBN 951-30-6353-4.
- Rajumpi on ajan riento, 1986, ISBN 951-30-6576-6.
- Voi Venäjä, eli, ”Aika jo menneestä jäljenkin vei”, 1991, ISBN 951-30-9913-X.
- Se ruusu on puhdasta purppuraa. Elegia, 2000, ISBN 951-0-24632-8

Erkki Raitikainen war mit der, 2007 an der Alzheimer-Krankheit verstorbenen, sozialdemokratischen Politikerin Kaisa Raatikainen verheiratet, die unter anderem 1978 und 1982 für das Amt der Präsidentin der Republik Finnland kandidierte und zwischen 1984 und 1987 Innenministerin im Kabinett von Kalevi Sorsa war.